# 히가시하치모리역
히가시하치모리역(일본어: 東八森駅)은 일본 아키타현 야마모토군 핫포정에 위치한 동일본 여객철도 고노 선의 철도역이다. 단선 승강장 1면 1선의 구조를 갖춘 지상역이다.

## 역 주변
- 국도 제101호선
- 핫포 정청

## 역사
- 1926년 4월 26일 : 일본국유철도의 하치모리역으로서 야마모토 군 하치모리 촌에 개업.
- 1959년 10월 1일 : 히가시하치모리역으로 개칭.
- 1971년 10월 1일 : 무인화.
- 1987년 4월 1일 : 일본국유철도 분할 민영화에 의해, 동일본 여객철도가 승계.
- 시기 불명 : 간이 위탁 폐지, 완전 무인화.

## 인접 역
| 동일본 여객철도 고노 선  | 동일본 여객철도 고노 선 | 동일본 여객철도 고노 선 |
| ------------------------ | ----------------------- | ----------------------- |
| 사와메 히가시노시로 방면 | 고노 선                 | 하치모리 가와베 방면    |